# 국립 대학

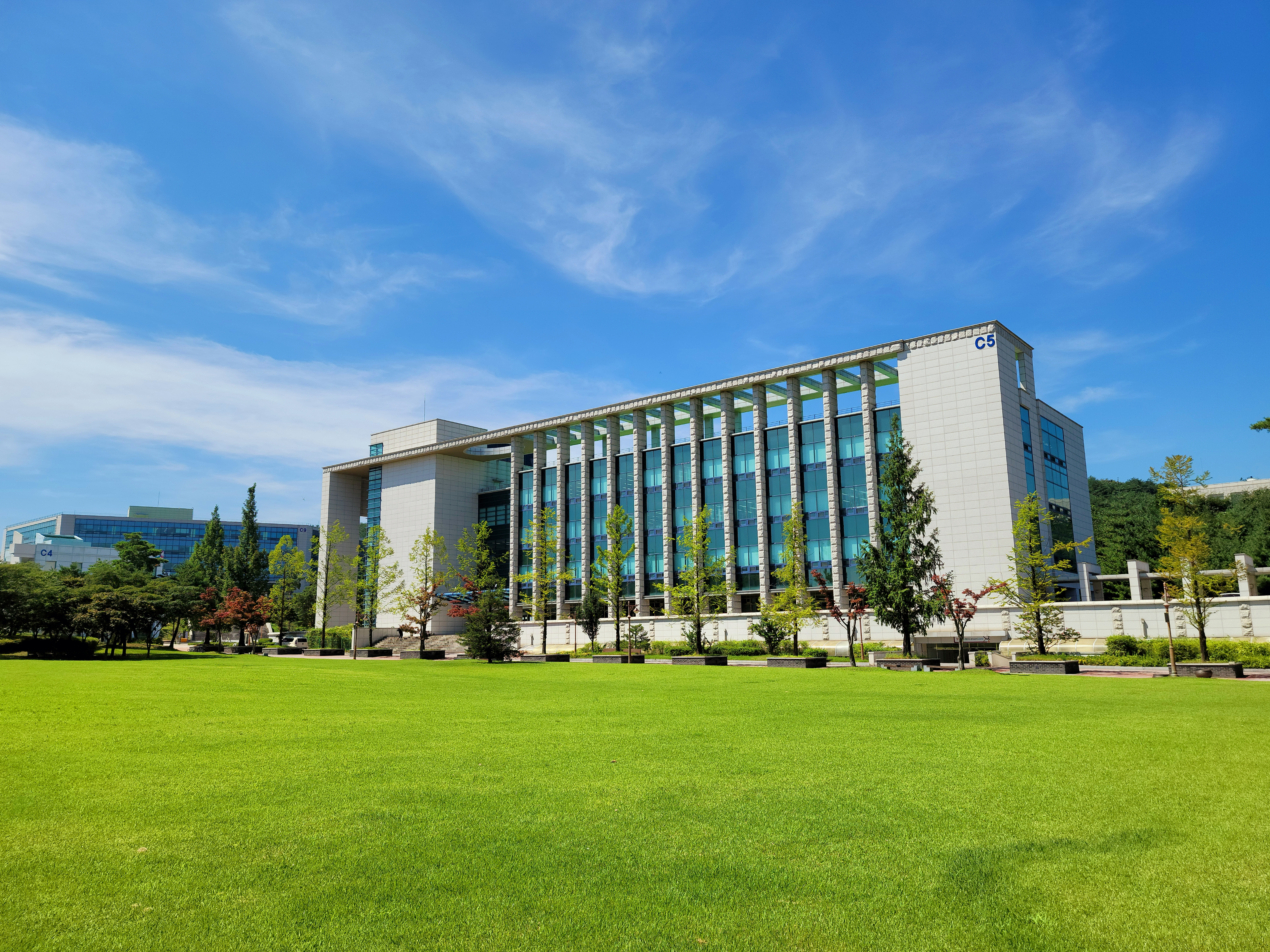
대한민국 강원특별자치도의 국립강릉원주대학교

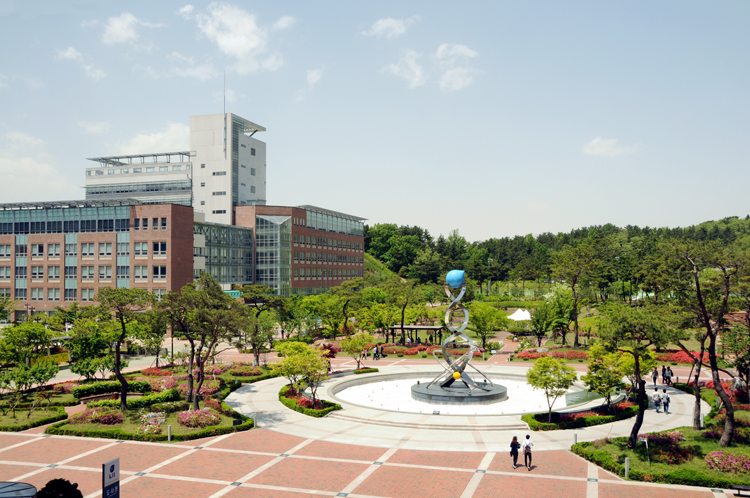
대한민국 경상북도의 국립금오공과대학교

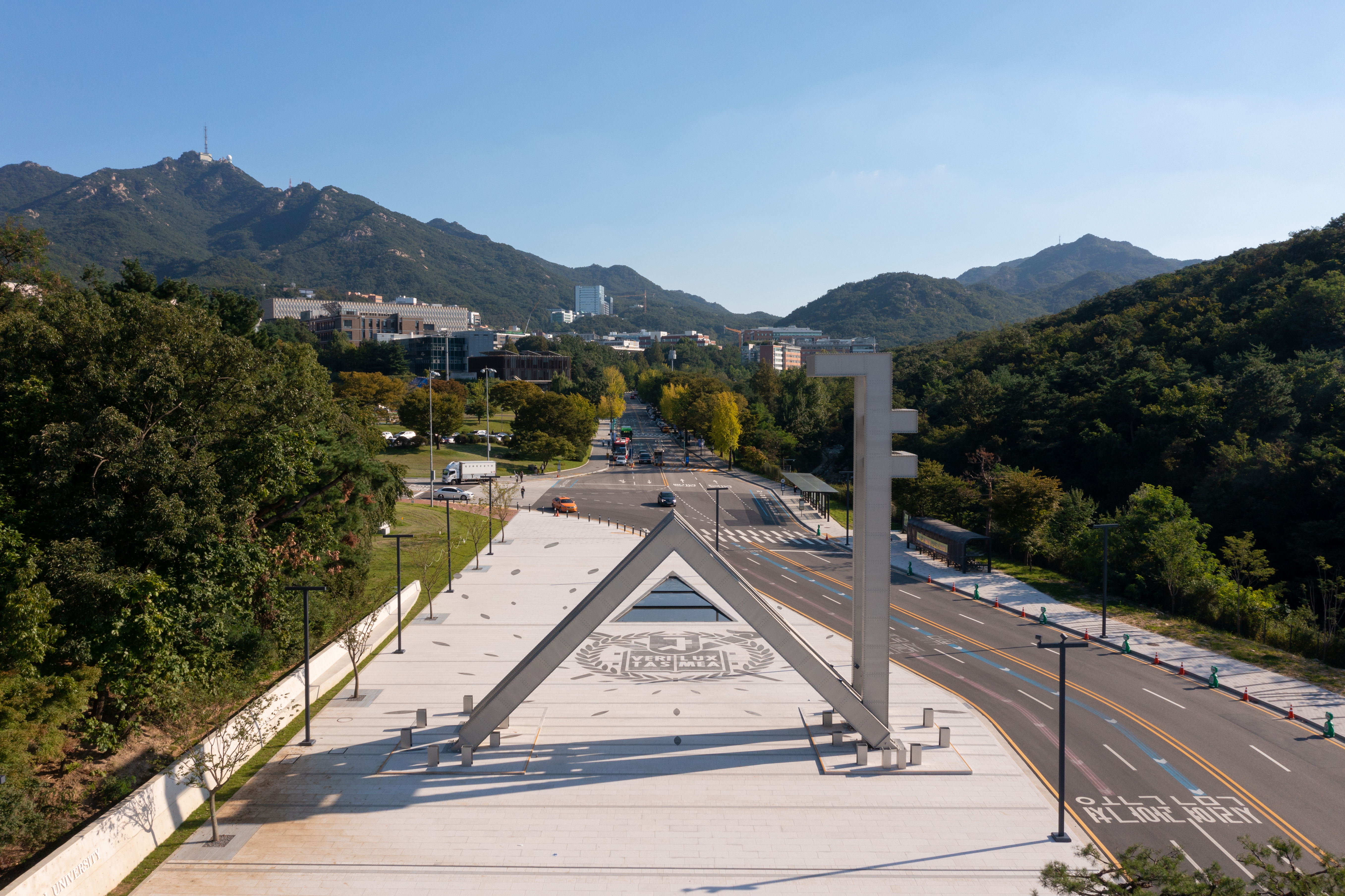
대한민국 서울특별시의 서울대학교

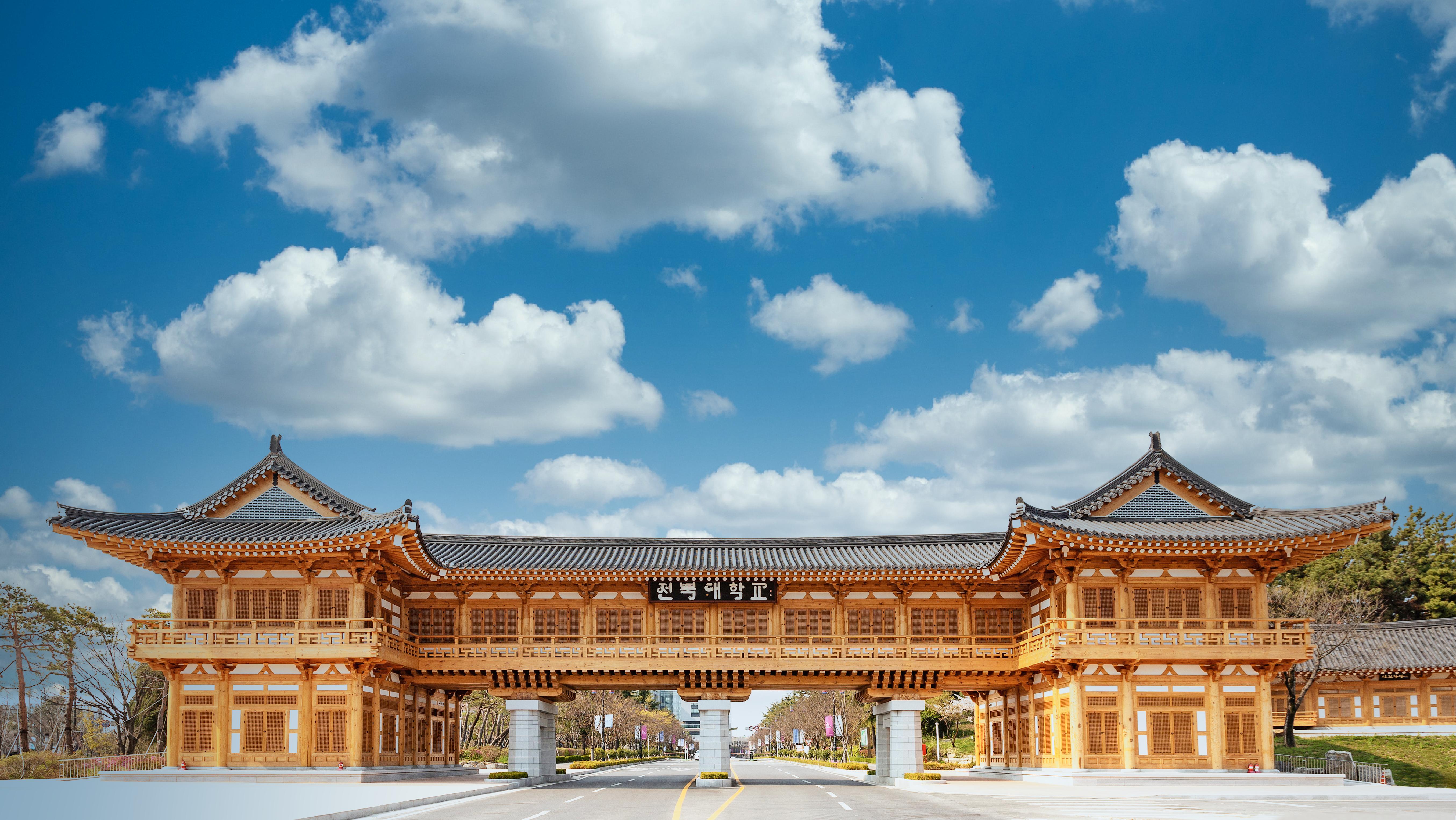
대한민국 전라북도의 전북대학교

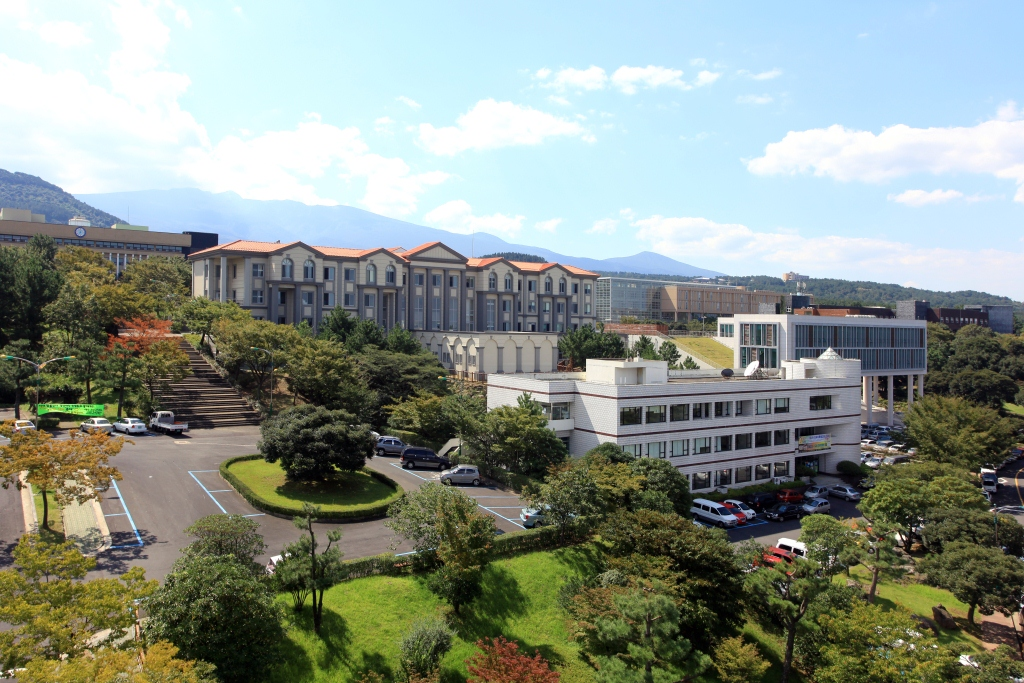
대한민국 제주특별자치도의 제주대학교

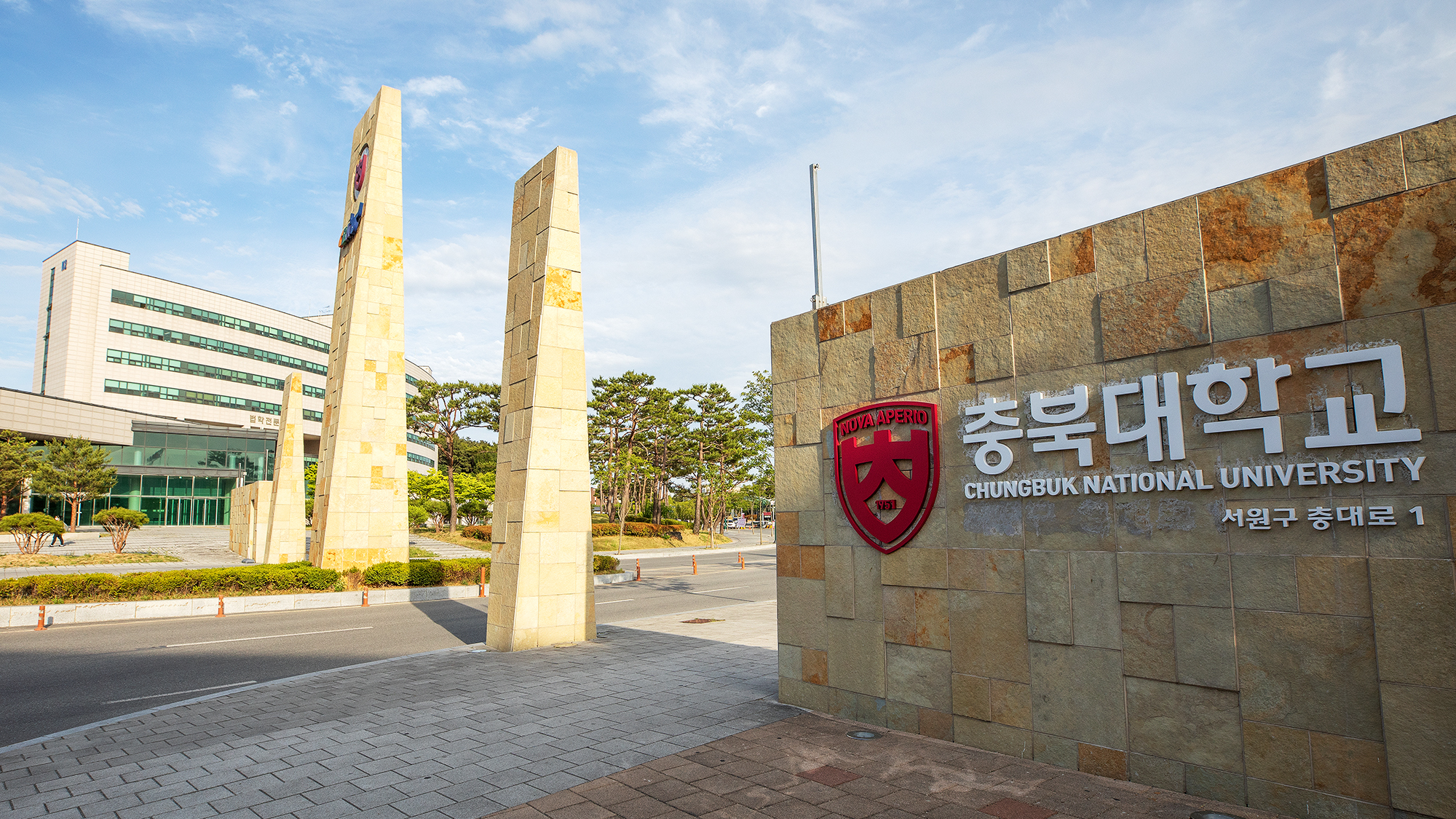
대한민국 충청북도의 충북대학교

국립 대학(國立大學, 영어: national university)은 대개 중앙정부가 설립하고 운영하며, 중앙 정부의 영향권 아래에 있는 대학의 한 유형이다.

## 국가별 국립 대학 목록

### 대한민국
대한민국의 국립 대학 거의 대부분은 일제강점기 혹은 군정기에 설립되었다. 대한민국의 국립 대학의 정의는 「고등교육법」 제3조를 인용하면 "국가가 설립ㆍ경영하거나 국가가 국립대학 법인으로 설립하는 대학"이며, 그 설치에 관한 자세한 내용은 대통령령인 「국립학교 설치령」 등으로 규정하고 있다. 최근에 국립대의 자율성을 보장하면서 정부의 충분한 재정지원과 연구중심 대학으로서의 역할을 강화하는 내용을 담긴 국립대학법이 추진중이다.
대부분의 국립대학은 법인 형태는 아니지만, 서울대학교와 인천대학교가 국립대학법인 형태로 운영되고 있다. 국립대가 매우 많다는 인식이 있으나 대한민국의 국립대 비율은 세계적으로 볼 때 높지 않다.

#### 국립대학의 자율성
- 법인화되지 않은 국립대학은 영조물에 불과하고, 그 총장은 국립대학의 대표자일 뿐 이어서 행정소송의 당사자능력이 인정되지 않는다는 것이 법원의 확립된 판례이므로, 행정소송을 제기한다고 할지라도 부적법 각하될 가능성이 많아 행정소송에 의하여 권리 구제를 받을 가능성이 없는 경우에 해당되고, 따라서 보충성의 예외를 인정함이 상당하다[3]
- 국립대학은 국가가 설립한 공법상 영조물이지만, 대학의 자율이라는 기본권의 주체이기도 하다.[4]

### 미국
미국의 중앙정부가 설립·운영하는 국립 대학의 수는 극히 드물다. 때문에 일부에서는 각 주 정부에서 운영하는 공립 대학(주립 대학)을 국립 대학의 개념으로 보기도 한다. 미국의 역사에서는 명문 국립대를 설립하고자 했던 사람들도 있었으나 많은 반발로 인하여 실패하였다.
- 공군사관학교
- 사우스웨스턴 인디언 기능 대학교
- 상선사관학교
- 육군사관학교
- 하스켈 인디언 국민 대학교
- 해군사관학교
- 해안경비대사관학교

### 일본
오늘날에는 일본내 거의 대부분의 국립 대학이 자치권을 받아 운영하고 있다. 일본의 국립 대학은 국립대학 법인이 설치하는 대학 형태로 운영되고 있다.

### 방글라데시
- 방글라데시 국립 대학교

### 베트남
베트남의 국립 대학은 2개교가 설치되어 있으며, 일부는 베트남 교육 당국 소속이 아닌 총리 직속이다.
- 하노이 베트남 국립대학교
- 호찌민 베트남 국립대학교

### 보스니아 헤르체고비나
- 사라예보 대학교

### 부탄
- 부탄 왕립 대학교

### 아일랜드
- 아일랜드 대학교

### 호주
- 호주국립대학교

### 가이아나
- 가이아나 대학교

### 몽골
- 몽골 국립 대학교

### 적도 기니
- 적도 기니 국립 대학교

### 중화인민공화국
- 난징 대학
- 베이징 대학
- 상하이 자오퉁 대학
- 시안 자오퉁 대학
- 저장 대학
- 중국과학기술대학
- 칭화 대학
- 푸단 대학
- 하얼빈 공업대학

### 칠레
- 칠레 대학교

### 콜롬비아
- 콜롬비아 국립 대학교

### 필리핀
필리핀의 국립 대학은 필리핀 대학교 시스템으로 운영된다.
- 필리핀 대학교

## 같이 보기
- 사립 대학
- 공립 대학
- 산업 대학
- 기술 대학